# Андреев, Геннадий Митрофанович
Геннадий Митрофанович Андреев (15 октября 1932, Мотькино — 15 декабря 2015, Белгород) — советский и российский хозяйственный и государственный деятель.

## Биография
Родился 15 октября 1932 года в деревне Мотькино Оленинского района Калининской области.
После окончания техникума, а затем в 1957 году Московского института инженеров землеустройства, был по распределению направлен на работу в Белгород. Трудовую деятельность начал инженером-геодезистом. За шесть лет сумел пройти путь до заместителя председателя исполкома Белгородского городского Совета депутатов трудящихся. В 1968 году Геннадий Андреев поступил в Высшую партийную школу при ЦК КПСС, после окончания которой работал заместителем и первым заместителем председателя Белгородского облисполкома. В 1970 году был избран заместителем председателя облисполкома по строительству, коммунальному хозяйству и архитектуре.
В 1988–1994 годах работал генеральным директором ПО «Белгородстройматериалы», затем находился на ответственных должностях в администрации Белгородской области. С 1999 года — первый заместитель начальника департамента − начальник управления координации строительства и целевых программ и жилищно-коммунального хозяйства правительства администрации Белгородской области. Выйдя на заслуженный отдых, работал референтом начальника департамента строительства, транспорта и жилищно-коммунального хозяйства области.
Умер 15 декабря 2015 года в Белгороде. Был похоронен на городском кладбище Ячнево.
В 2016 году в Белгороде на доме по адресу Театральный проезд 3, где жил Г. М. Андреев, была установлена мемориальная доска.

## Заслуги
- Орден Дружбы народов;
- Орден «Знак Почёта»;
- Медали;
- Почётное звание Заслуженный строитель Российской Федерации (16.10.1999);
- «Отличник государственной службы» (2002).
- Медаль «За заслуги перед землей Белгородской» I степени[4].
- Звание «Почетный гражданин Белгородской области» (Распоряжение Губернатора Белгородской области от 3 мая 2011 года № 294-р).